# GP Denain 2024
De 65e editie van de wielerwedstrijd GP Denain werd gehouden op 14 maart 2024. De start en finish vonden plaats in Denain, in het Franse Noorderdepartement. De koers was opgenomen op de UCI ProSeries kalender en onderdeel van de Coupe de France. De winnaar was de Duitser Jannik Steimle, gevolgd door de Belgen Ceriel Desal en Dries Van Gestel.

## Verloop
De eerste aanval van de dag bestond uit vier renners: Cériel Desal, James Fouché, Paul Hennequin en Maxime Jarnet. Jannik Steimle reed succesvol naar die groep toe net zoals Enzo Briand en Antoine Hue dat probeerde maar daar niet in slaagde. Briand probeerde het een aantal kilometer verder nog een keer maar werd opnieuw gegrepen door het peloton. Op 66 kilometer van de streep viel Stefan Küng aan in het peloton. Daarnaast werden Paul Hennequin en James Fouché gelost uit de eerste groep die laatste met mechanische problemen.
Op iets minder dan 50 kilometer vielen uit het peloton Piet Allegaert, Emmanuel Morin, Arnaud De Lie en Timo Kielich aan. Een groepje vormde zich voor het peloton waarna Filippo Baroncini aanvalde uit die groep maar werd al snel weer gegrepen. In dat groepje reden: De Lie, Juan Sebastián Molano, Allegaert, Aimé De Gendt, Hugo Page, Baroncini, Küng en Brent Van Moer. Op 10 kilometer van de streep werd Maxime Jarnet gelost uit de eerste groep. De Lie, Van Gestel, Page en Van Moer reden samen nog weg van de andere uit hun groep.
In de daarop volgende sprint won Steimle van Desal, in de groep daarachter won Dries Van Gestel de sprint om de derde plaats.

## Uitslag
| Plaats  | Naam             | Ploeg                  | tijd     |
| ------- | ---------------- | ---------------------- | -------- |
| Winnaar | Jannik Steimle   | Q36.5 Pro Cycling Team | 4u40'31" |
| 2       | Ceriel Desal     | Bingoal WB             | z.t.     |
| 3       | Dries Van Gestel | TotalEnergies          | +11"     |
| 4       | Arnaud De Lie    | Lotto Dstny            | z.t.     |
| 5       | Hugo Page        | Intermarché-Wanty      | zt.      |
| 6       | Maxime Jarnet    | Van Rysel-Roubaix      | +13"     |
| 7       | Brent Van Moer   | Lotto Dstny            | +15"     |
| 8       | Aimé De Gendt    | Cofidis                | +1'06"   |
| 9       | Simon Dehairs    | Alpecin-Deceuninck     | +1'09"   |
| 10      | Amaury Capiot    | Arkéa-B&B Hotels       | z.t.     |

1959 · 1960 · 1961 · 1962 · 1963 · 1964 · 1965 · 1966 · 1967 · 1968 · 1969 · 1970 · 1971 · 1972 · 1973 · 1974 · 1975 · 1976 · 1977 · 1978 · 1979 · 1980 · 1981 · 1982 · 1983 · 1984 · 1985 · 1986 · 1987 · 1988 · 1989 · 1990 · 1991 · 1992 · 1993 · 1994 · 1995 · 1996 · 1997 · 1998 · 1999 · 2000 · 2001 · 2002 · 2003 · 2004 · 2005 · 2006 · 2007 · 2008 · 2009 · 2010 · 2011 · 2012 · 2013 · 2014 · 2015 · 2016 · 2017 · 2018 · 2019 · 2020 · 2021 · 2022 · 2023 · 2024 · 2025
Ronde van Valencia ·
Figueira Champions Classic ·
Ronde van Oman ·
Clásica de Almería ·
Ronde van de Algarve ·
Ruta del Sol ·
Ardèche Classic ·
Drôme Classic ·
Kuurne-Brussel-Kuurne ·
Trofeo Laigueglia ·
Nokere Koerse ·
Milaan-Turijn ·
GP Denain ·
Bredene Koksijde Classic ·
Grote Prijs Miguel Indurain ·
Scheldeprijs ·
Brabantse Pijl ·
Ronde van de Alpen ·
Ronde van Turkije ·
Grote Prijs van Plumelec ·
Tro Bro Léon ·
Ronde van Hongarije ·
Vierdaagse van Duinkerke ·
Boucles de la Mayenne ·
Ronde van Noorwegen ·
Circuit Franco-Belge ·
Brussels Cycling Classic ·
Dwars door het Hageland ·
Ronde van België ·
Ronde van Slovenië ·
Ronde van het Qinghaimeer ·
Ronde van Wallonië ·
Arctic Race of Norway ·
Ronde van Burgos ·
Ronde van Denemarken ·
Ronde van Duitsland ·
Maryland Cycling Classic ·
Ronde van Groot-Brittannië ·
Grote Prijs van Fourmies ·
GP Industria & Artigianato-Larciano ·
Coppa Sabatini ·
Grote Prijs van Wallonië ·
Ronde van Luxemburg ·
Super 8 Classic ·
Ronde van Langkawi ·
Ronde van het Münsterland ·
Ronde van Emilia ·
Parijs-Tours ·
Coppa Bernocchi ·
Ronde van de Drie Valleien ·
Ronde van Piemonte ·
Ronde van het Taihu-meer ·
Ronde van Veneto ·
Japan Cup ·
Veneto Classic